# Coldness
Coldness (рус. Холод) — второй сольный альбом финского музыканта Тимо Котипелто, вышедший в 2004 году. 

## Список композиций
1. Seeds Of Sorrow (рус. Семена Печали) — 04:08
2. Reasons (рус. Причины) — 03:47
3. Around (рус. Вокруг) — 05:23
4. Can You Hear The Sound? (рус. Можешь Ли Ты Услышать Звук?) — 03:21
5. Snowbound (рус. Занесённый Снегом) — 04:34
6. Journey Back (рус. Путешествие Обратно) — 03:40
7. Evening’s Fall (рус. Наступление Вечера) — 03:56
8. Coldness OF My Mind (рус. Холод Моего Разума) — 03:37
9. Take Me Away (рус. Забери Меня Прочь) — 03:31
10. Here We Are (рус. Вот И Мы) — 06:23

## Участники записи
- Тимо Котипельто — вокал;
- Янне Вирман — клавишные;
- Яри Кайнулайнен — бас-гитара;
- Юхани Малмберг — гитары;
- Майк Ромео — гитары;
- Мирка Рантанен — ударные.

### Приглашённые музыканты
- Антти Вирман — лид-гитары

## Синглы
- Reasons (2004)
- Take Me Away (2004)